# Vasaloppet 2014
Vasaloppet 2014 avgjordes söndagen  den 2 mars 2014 mellan Sälen och Mora, och var den 90:e upplagan av Vasaloppet. 
Av alla tävlande var 18,8 procent kvinnor. I loppet detog personer från 34 olika länder och under hela vasaloppsveckan åkare från 54 stater. Den äldsta personer som anmälde sig fyllde samma år 88 år. Regerande mästare var Jørgen Aukland, Norge och Laila Kveli, Norge. Fyra kvinnor som tidigare vann Vasaloppet deltog 2014. Efter tävlingen utdelades 492 000 kronor i prispengar varav 90 000 gickt till kvinnornas respektive herrarnas vinnare.
Anmälningarna till loppet startade söndagen den 17 mars 2013 kl. 08:00 och blev fulltecknat 10 minuter senare. Vinnare på herrsidan blev John Kristian Dahl från Norge på tiden 04:14:33, efter ett dramatiskt upplopp. När två km var kvar av loppet ledde Audun Laugaland med 30 sekunder. Damsidan vanns av Laila Kveli från Norge för andra året i rad på tiden 04:31:57. Kranskulla var Lisa Englund och kransmas var Daniel Svensson.

## Slutresultat, herrar
Not: Pl = Placering, Nr = Startnummer, Tid = Sluttid
| Pl | Nr | Namn                 | Klubb                 | Land     | Tid      |
| -- | -- | -------------------- | --------------------- | -------- | -------- |
| 1  | 7  | John Kristian Dahl   |                       | Norge    | 04:14:33 |
| 2  | 8  | Johan Kjølstad       |                       | Norge    | 04:14:36 |
| 3  | 4  | Jörgen Brink         | Hudiksvalls IF        | Sverige  | 04:14:38 |
| 4  | 9  | Audun Laugaland      |                       | Norge    | 04:14:42 |
| 5  | 6  | Stanislav Rezac      |                       | Tjeckien | 04:14:50 |
| 6  | 55 | Andreas Nygaard      |                       | Norge    | 04:14:50 |
| 7  | 2  | Daniel Tynell        | Grycksbo IF OK        | Sverige  | 04:14:52 |
| 8  | 51 | Stian Hoelgaard      |                       | Norge    | 04:14:52 |
| 9  | 22 | Oskar Svärd          | Försvarets Sportklubb | Sverige  | 04:14:52 |
| 10 | 16 | Christoffer Callesen |                       | Norge    | 04:14:52 |

## Slutresultat, damer
Not: Pl = Placering, Nr = Startnummer, Tid = Sluttid
| Pl | Nr    | Namn                       | Klubb                | Land     | Tid      |
| -- | ----- | -------------------------- | -------------------- | -------- | -------- |
| 1  | 501   | Laila Kveli                |                      | Norge    | 04:31:57 |
| 2  | 506   | Britta Johansson Norgren   | Sollefteå SK         | Sverige  | 04:33:06 |
| 3  | 521   | Olga Rotjeva               |                      | Ryssland | 04:33:28 |
| 4  | 509   | Annika Löfström            |                      | Sverige  | 04:33:48 |
| 5  | 505   | Susanne Nyström            | Laisvalls Sportklubb | Sverige  | 04:37:22 |
| 6  | 502   | Seraina Boner              |                      | Schweiz  | 04:40:48 |
| 7  | 18763 | Inger Liv Bjerkreim Nilsen |                      | Norge    | 04:41:10 |
| 8  | 523   | Kristina Roberto           | Karlslunds IF SF     | Sverige  | 04:43:15 |
| 9  | 520   | Maria Gräfnings            | Falun Borlänge SK    | Sverige  | 04:43:15 |
| 10 | 518   | Maria Nordström            | Ulricehamns IF       | Sverige  | 04:44:05 |

## Spurtpriser

### Herrar
| Pl           | Nr  | Namn                | Klubb | Land  | Tid      |
| ------------ | --- | ------------------- | ----- | ----- | -------- |
| Smågan       | 157 | Eldar Rønning       |       | Norge | 00:31:23 |
| Mångsbodarna | 157 | Eldar Rønning       |       | Norge | 01:06:25 |
| Risberg      | 157 | Eldar Rønning       |       | Norge | 01:35:05 |
| Evertsberg   | 14  | Espen Harald Bjerke |       | Norge | 02:12:22 |
| Oxberg       | 14  | Espen Harald Bjerke |       | Norge | 02:50:01 |
| Hökberg      | 14  | Espen Harald Bjerke |       | Norge | 03:18:53 |
| Eldris       | 9   | Audun Laugaland     |       | Norge | 03:50:04 |

### Damer
| Pl         | Nr  | Namn                     | Klubb        | Land    | Tid      |
| ---------- | --- | ------------------------ | ------------ | ------- | -------- |
| Evertsberg | 506 | Britta Johansson Norgren | Sollefteå SK | Sverige | 02:20:04 |